# George Jackson Churchward
George Jackson Churchward (31 de enero de 1857 - 19 de diciembre de 1933) fue un ingeniero ferroviario británico, ingeniero mecánico jefe del Great Western Railway (GWR) en el Reino Unido desde 1902 hasta 1922. Sus logros en el diseño de locomotoras de vapor fueron reconocidos con su nombramiento como Caballero del Imperio Británico. 

## Primeros años
Churchward nació en Rowes Farm, Stoke Gabriel, Devon, donde sus antepasados (la línea superior que residía en Hill House; su abuelo paterno, Matthew, era el hijo menor del cabeza de familia) habían sido escuderos desde 1457. Fue el primogénito de una familia de tres hijos y dos hijas: sus hermanos John (n. 1858) y James (n. 1860) y sus hermanas Mary (n. 1863) y Adelina (n. 1870). Su padre, George Churchward, granjero, se casó con su prima, Adelina Mary, hija de Thomas Churchward, de Paignton, Devon, comerciante de maíz y sidra. Fue educado en la grammar school Rey Eduardo VI, alojada en la Mansion House de Fore Street, Totnes, en Devon. El primo de su padre, Frederick Churchward, cabeza de familia, organizaba clases particulares en Hill House durante las vacaciones escolares.

## Carrera temprana

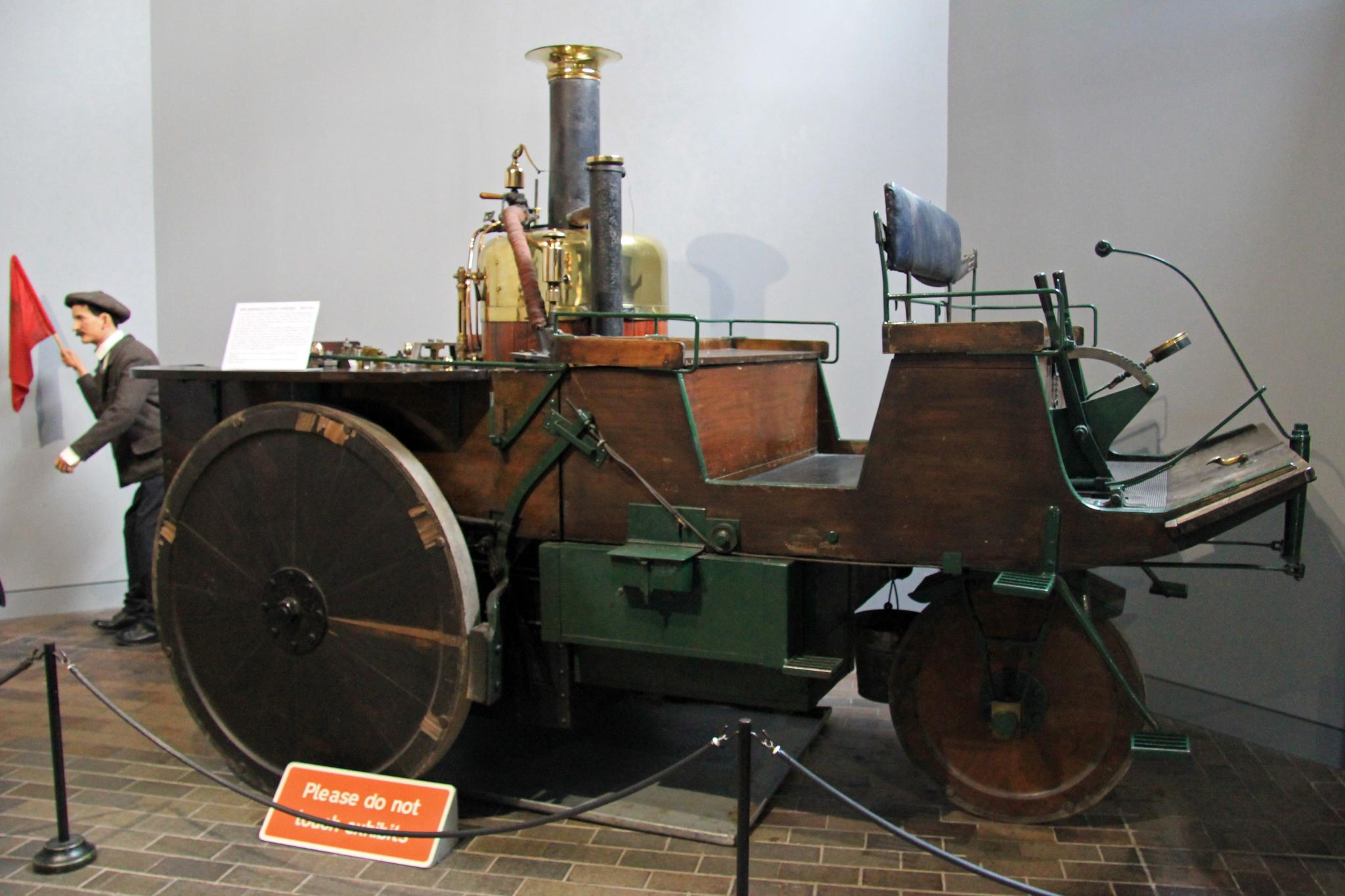
Carruaje de vapor Grenville preservado en el National Motor Museum, Beaulieu

Comenzó su formación en ingeniería en 1871 con John Wright, el superintendente de locomotoras de los ferrocarriles del Sur de Devon, de Cornualles y del Oeste de Cornualles, en los talleres de Newton Abbot del Ferrocarril del Sur de Devon. Mientras estuvo allí, junto con su compañero aprendiz Robert Neville-Grenville desarrolló un carruaje de vapor basado en la caldera de un coche de bomberos Merryweather.
Cuando el GWR se hizo cargo del Ferrocarril del Sur de Devon en 1876, Churchward tuvo que mudarse a los Talleres de Swindon. En 1877, al final de su pupilaje, se trasladó a la oficina de dibujo, donde trabajó con "Young Joe" Armstrong para desarrollar un freno de vacío. Fue nombrado ingeniero de inspección en junio de 1882 y seis meses después se convirtió en asistente del gerente del taller de material remolcado, James Holden, y asumió el cargo de gerente cuando Holden dejó la compañía en 1885. Diez años más tarde se convirtió en asistente del gerente de talleres y poco después en gerente de locomotoras, y en 1897 pasó a ser asistente en jefe y sucesor natural de William Dean.
Después de un período de 5 años como asistente en jefe, durante la mayor parte del cual Dean estuvo enfermo y delegó gran parte de su trabajo de diseño a Churchward, en 1902 sucedió formalmente a Dean como superintendente de locomotoras. En 1900 se convirtió en el primer alcalde de Swindon.

## Ingeniero Mecánico Jefe
En el siglo XIX y principios del siglo XX, las empresas ferroviarias eran ferozmente competitivas. La búsqueda de mayores ingresos estaba vinculada a velocidades de recorrido cada vez más elevadas, y estas a su vez dependían de los avances de la ingeniería. Churchward entregó al GWR desde Swindon una serie de locomotoras innovadoras y líderes en su clase. Podría decirse que desde principios del siglo XX hasta la década de 1920, los diseños 4-6-0 de 2 y 4 cilindros del Great Western fueron sustancialmente superiores a cualquier clase de locomotora de las otras compañías ferroviarias británicas. En una ocasión, los directores del GWR interrogaron a Churchward y exigieron saber por qué el Ferrocarril de Londres y del Noroeste pudo construir tres locomotoras 4-6-0 por el precio de dos de las "Stars" de Churchward. Churchward supuestamente dio una respuesta concisa: "¡Porque una sola de las mías podría arrastrar dos de sus malditas cosas marcha atrás!".
El mayor desafío de ingeniería de las operaciones del GWR fue viajar por los South Devon Banks, una serie de pendientes pronunciadas que unen Exeter y Plymouth a través de Devon, en la ruta más importante del GWR. Aunque la velocidad fue un factor competitivo clave en toda la ruta del GWR, las rampas del Sur de Devon recompensaron los diseños de locomotoras fiables y con buena adherencia. La mayor ventaja de la que pudo disfrutar cualquier ingeniero mecánico jefe del GWR fue el legado del amplio gálibo ferroviario disponible resultante de la conversión de las vías de gran ancho de Brunel a vías de ancho estándar, lo que permitió diseños más anchos y altos que cualquiera de los otras Cuatro Grandes Compañías posteriores.

### Filosofía
La filosofía de diseño de Churchward siguió una serie de corrientes de desarrollo, para lo cual investigó a fondo tanto los diseños de la competencia en el Reino Unido como las locomotoras europeas y de América del Norte.
Siguiendo los principios basados en el inventor belga Alfred Belpaire, Churchward prefirió las calderas de vapor libre. Esto resultó en el uso de una cámara de combustión rectangular estilo Belpaire, que debido a su mayor área de superficie para la evaporación era menos propensa a la formación de espuma y al arrastre de agua a los cilindros. Churchward heredó de Dean una serie de calderas cilíndricas paralelas, pero al aplicar principios matemáticos al flujo de agua de la caldera, mejoró rápidamente el flujo de vapor al adoptar calderas cónicas, que disponen de su área más grande en el punto de mayor producción de vapor. Posteriormente prescindió de la necesidad de una cúpula grande para recolectar vapor, utilizando en su lugar la alimentación superior del suministro de agua de los inyectores, que junto con las válvulas antirretorno instaladas en la parte superior ocultas dentro de un "capó" de latón minimizaban las tensiones en la caldera.
Churchward experimentó con sistemas de cilindros compuestos, un desarrollo empleado en motores marinos que fue ampliamente adoptado en el diseño de locomotoras europeas. Aunque a través de sus experimentos encontró poca diferencia en la operación en términos de la potencia total desarrollada en locomotoras compuestas, el uso de locomotoras europeas en su prueba lo llevó a adoptar calderas de mayor presión y potencia de transmisión dividida entre dos ejes en diseños de cuatro cilindros.
Su tercer principio de trabajo se basaba en las válvulas de pistón. Las válvulas de Churchward eran un 50% más grandes que cualquier otro diseño visto en el Reino Unido hasta ese momento, tenían recorridos un 50% superiores y estaban diseñadas para ocultarse, permitiendo una mínima pérdida de presión a medida que el vapor pasaba a los cilindros.
Los diseños de locomotoras resultantes de Churchward eliminaron las ruedas traseras, lo que maximizó la adherencia en las rampas del Sur de Devon. Fue uno de los primeros en adoptar el diseño de locomotoras del Reino Unido con sobrecalentador, que se hizo eficiente gracias al uso exclusivo por parte del GWR del carbón de alto poder calorífico procedente del Sur de Gales. También adoptó grandes superficies de apoyo para reducir el desgaste, algo común en América del Norte.
A Churchward se le atribuye la introducción en Gran Bretaña de varios refinamientos de la práctica de las locomotoras de vapor estadounidenses y francesas. Entre estos se encontraban la caldera cónica y la fundición de cilindros y monturas juntas, en dos mitades. Su elección de cilindros exteriores para locomotoras expresas tampoco era estándar en Gran Bretaña en ese momento. Por supuesto, se mantuvieron muchos elementos de la práctica británica. Sus locomotoras en su mayor parte usaban bastidores de placas británicas y la tripulación se acomodaba al estilo típico británico. La selección de una caldera sin domo fue más común en Gran Bretaña que en los EE. UU.

### Clases de 1901
En 1901, Churchward produjo una gama de seis tipos de locomotoras diferentes, basadas en unas pocas piezas estándar. Todas tendrían cilindros con 18 plg (45,7 cm) de diámetro y 30 plg (76,2 cm) de carrera, válvulas de pistón de 8+1/2 plg (21,6 cm) de diámetro y todas las ruedas delanteras o traseras serían de 3 pies 3 plg (99,1 cm) de diámetro. Finalmente, se construyeron clases de locomotoras correspondientes a todas estas propuestas, con algunas diferencias en las dimensiones.
| Disposición de ruedas | Diámetro ruedas tractoras   | Longitud cuerpo caldera | Longitud barra de conexión | Clase correspondiente           | Fecha de la primera máquina | Máquinas construidas                                                                                 |
| --------------------- | --------------------------- | ----------------------- | -------------------------- | ------------------------------- | --------------------------- | --- |
| 2-8-0                 | 4 pies 7+1/2 plg (141 cm)   | 15 pies (4,57 m)        | 10 pies 8+1/2 plg (3,26 m) | Clase 2800                      | 1903                        | |
| 4-6-0                 | 5 pies 8 plg (172,7 cm)     | 15 pies (4,57 m)        | 10 pies 8+1/2 plg (3,26 m) | Clase 6800 Grange (por Collett) | 1936                        | [[File:6816 Frankton Grange Neath 15-04-63 (29356201834).jpg\|190px\|alt={{{Alt\|{{{descripción}}}]] |
| 4-6-0                 | 6 pies 8+1/2 plg (204,5 cm) | 15 pies (4,57 m)        | 10 pies 8+1/2 plg (3,26 m) | Clase 2900 Saint                | 1902                        | |
| 2-6-2T                | 5 pies 8 plg (172,7 cm)     | 11 pies 2 plg (3,40 m)  | 6 pies 10+1/2 plg (2,10 m) | Clase 5100                      | 1903                        | |
| 4-4-2T                | 6 pies 8+1/2 plg (204,5 cm) | 11 pies 2 plg (3,40 m)  | 6 pies 10+1/2 plg (2,10 m) | Clase 2221 County Tank          | 1905                        | |
| 4-4-0                 | 6 pies 8+1/2 plg (204,5 cm) | 11 pies 2 plg (3,40 m)  | 6 pies 10+1/2 plg (2,10 m) | Clase 3800 County               | 1904                        | |

### Locomotoras notables

#### GWR 4-4-0 Clase 3700
En septiembre de 1902, Churchward disponía de una unidad de la Clase Atbara, la no. 3405 Mauritius, reequipada con un fogón Belpaire, siendo el primer uso de una caldera cónica en el GWR. La caldera se convirtió en el prototipo de la caldera GWR Standard No. 4 de Churchward. Este experimento condujo al diseño de la Clase City, con el primer ejemplar producido en Swindon en marzo de 1903, la máquina No. 3433 "City of Bath". Se equipó con la forma final de la caldera Standard No.4, con lados ligeramente curvados y una parte superior cónica en la cámara de combustión. La clase pronto llegó a ser uno de los tipos de locomotoras más conocidas internacionalmente, cuando la City of Truro se convirtió en la primera locomotora del mundo en transportar un tren a 100 millas por hora en 1904 (aunque el registro no se verificó oficialmente).

#### Locomotoras experimentales 4-6-0

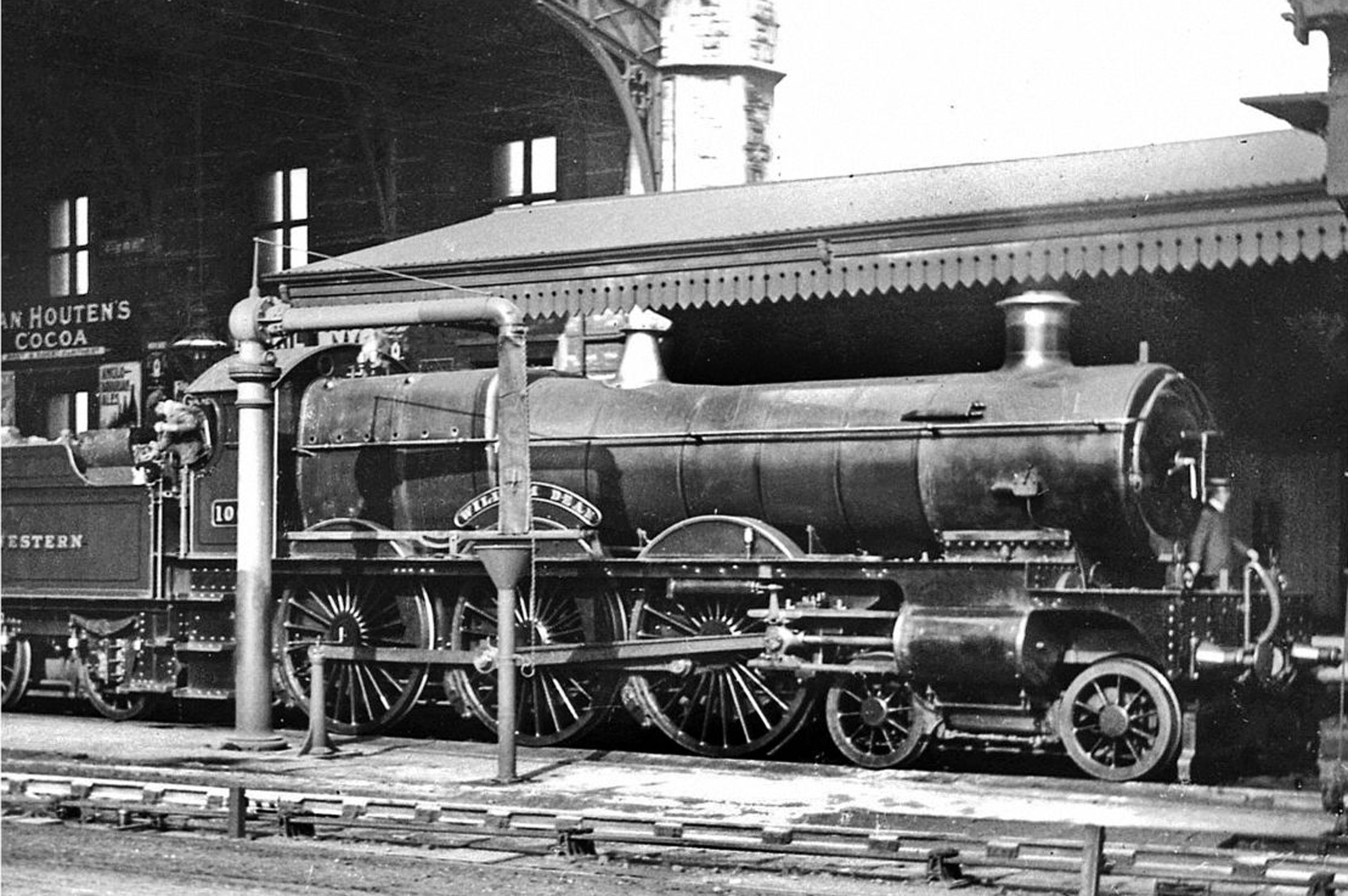
Locomotora experimental 4-6-0 No. 100 William Dean

En 1901, cuando todavía era asistente de Dean, la junta del GWR aprobó el plan de Churchward para construir una serie de locomotoras 4-6-0 de dos cilindros.
La máquina No. 100 se completó en febrero de 1902, y recibió el nombre de "Dean" (más adelante "William Dean") en junio de 1902, para homenajear al ingeniero tras su retirada. Incorporaba una caldera de tubos paralelos sin cúpula, un fogón Belpaire elevado, cilindros exteriores de 19 plg (48,3 cm) de diámetro y 30 plg (76,2 cm) de carrera, mientras que la presión de la caldera alcanzaba 200 psi (1,38 MPa). Las válvulas de pistón eran impulsadas por palancas basculantes accionadas por el enlace de expansión de la distribución de válvula de Stephenson, aunque este diseño en particular solo se usó en la no. 100.
La máquina No. 98 se completó en marzo de 1903, con un diseño similar pero con una caldera cónica, cilindros y disposición de engranajes de válvulas rediseñados, y una distancia entre ejes más corta. Los diámetros de las válvulas se incrementaron de 6+1/2 de pulgada (165,1 mm) a 10 pulgadas (254 mm).
La máquina No. 171 se terminó en diciembre de 1903, incorporando las mejoras de la No. 98 pero con una caldera de 225 psi (1,55 MPa) y cambios menores en la superficie de calentamiento y el área de la parrilla. Construida como una 4-6-0, en octubre de 1904 se convirtió en una 4-4-2 para permitir una mejor comparación con el rendimiento de la máquina compuesta francesa De Glehn, aunque finalmente se reconvirtió a la configuración 4-6-0 en julio de 1907. Denominada Albion en 1904, recibió una caldera con sobrecalentador en 1910.

#### Locomotoras francesas experimentales

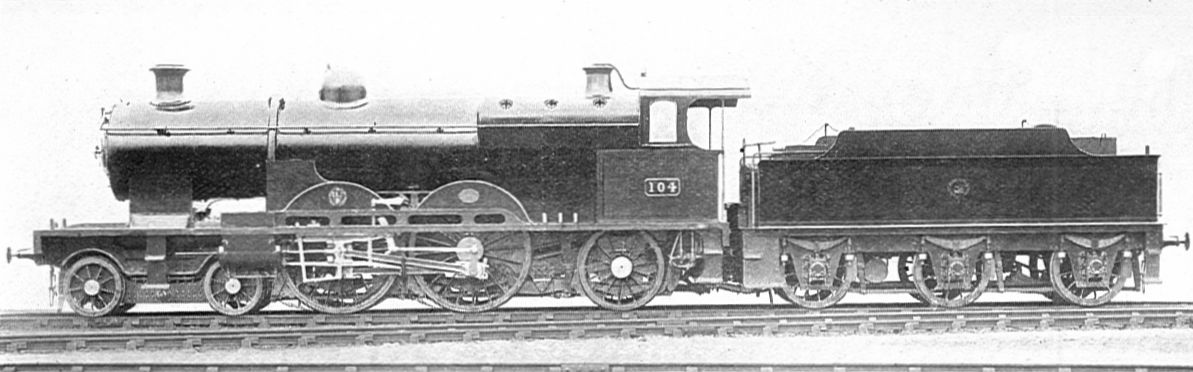
Máquina De Glehn 4-4-2 No. 104

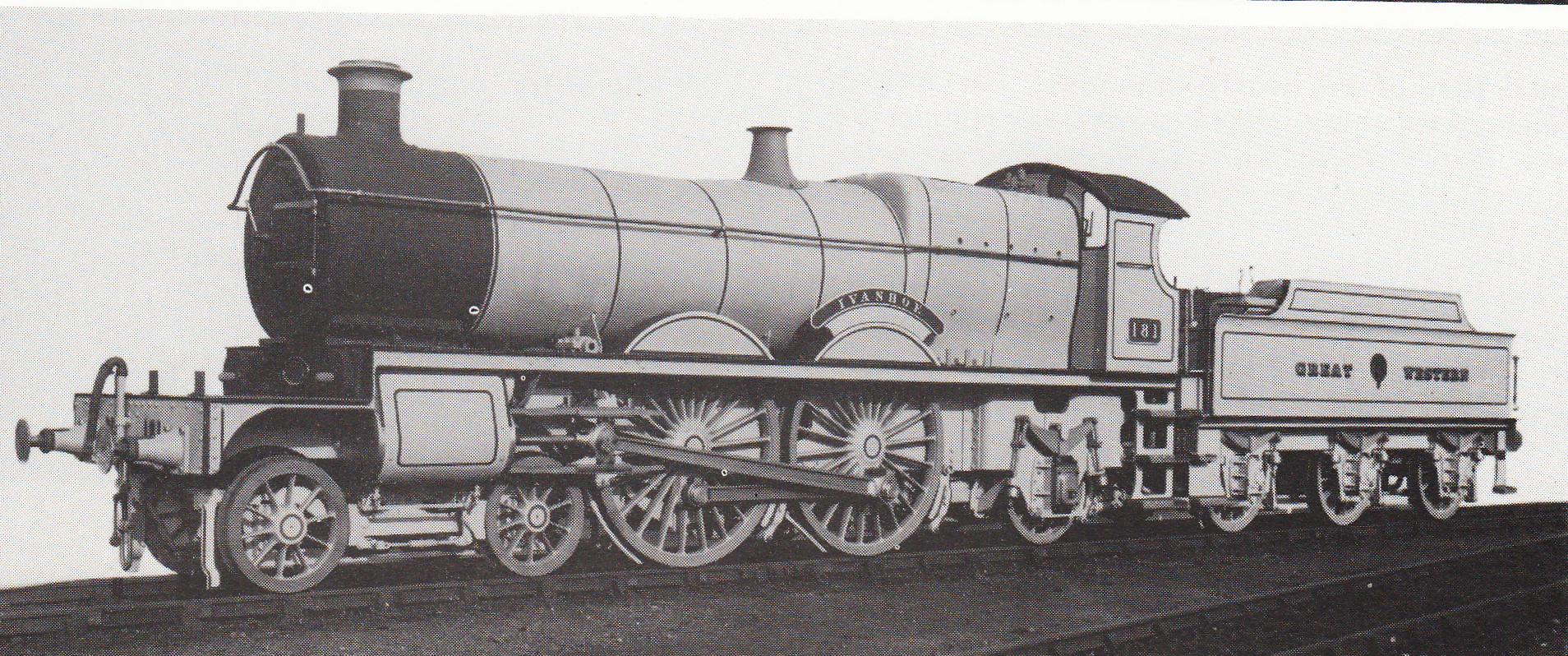
Locomotora GWR Clase Saint No. 181 Ivanhoe, configurada como una 4-4-2 para efectuar comparaciones con otras máquinas

Al suceder a Dean, la junta del GWR autorizó a Churchward a comprar tres locomotoras compuestas francesas de cuatro cilindros De Glehn-Du Bousquet, para evaluar los beneficios del sistema compuesto. Similar a la Clase 3001 del Ferrocarril París-Orleans y construida por la Société Alsacienne de Constructions Mécaniques, la primera locomotora No. 102 La France se entregó en 1903, y las Nos. 103 y 104 se compraron en 1905. Las locomotoras tenían dos cilindros de alta presión instalados entre los bastidores y dos cilindros de baja presión en el exterior.
Estaban inicialmente equipadas con una chimenea de tipo estándar GWR, un ténder también del GWR y tenían sus números colocados según la disposición habitual del GWR (a los lados de la cabina). Cada una de ellas se puso en servicio para evaluar su rendimiento, y siguiendo los comentarios de los maquinistas, se modificaron para poner a prueba otros aspectos de la filosofía y de la experimentación del diseño de Churchward. En 1926, las tres locomotoras tenían su base en el depósito de Oxford. En la práctica operativa, las máquinas compuestas no proporcionaron ninguna mejora significativa ni en el rendimiento ni en la economía en comparación con la No. 171 Albion, el prototipo 4-6-0 de Churchward, que se había transformado en una 4-4-2 específicamente para realizar la comparación directa con las máquinas francesas. Otras 13 máquinas de la Clase Saint también se construyeron originalmente como 4-4-2.

#### GWR Clase 2900 Saint 4-6-0
La locomotora experimental 4-6-0 No. 171 sirvió de base para las GWR Clase 2900 Saint. Apareció en cuatro series de producción construidas entre 1905 y 1913, cada una de las cuales difería en dimensiones. También hubo diferencias entre los miembros de cada serie en cuanto a las calderas utilizadas, la disposición de las ruedas (Churchward no estaba seguro de elegir entre 4-4-2 y 4-6-0) y las disposiciones para el sobrecalentamiento.
Funcionaron bien como locomotoras de pasajeros en todas las rutas de larga distancia del GWR y en todos los trenes expresos, excepto en los más rápidos, hasta que las de la Clase Castle las desplazaron gradualmente a servicios secundarios a finales de los años 1920 y 1930. Sin embargo, las ruedas motrices de 6 pies 8+1/2 plg (2,045 m) de diámetro limitaron su utilidad en los trenes de mercancías. Churchward había reconocido esta limitación con la introducción de su diseño GWR Clase 4700 2-8-0 con ruedas motrices de 5 pies 8 plg (1,727 m) de diámetro en 1919, destinado a trenes expresos de mercancías. Sin embargo, el sucesor de Churchward, Charles Collett, pensó que una versión de ruedas más pequeñas de la clase 'Saint' podría formar la base de una exitosa clase de locomotoras para tráfico mixto. Por lo tanto, reconstruyó la No. 2925 Saint Martin con ruedas motrices de 6 pies (1,829 m) para convertirse en el prototipo de sus exitosas locomotoras de la Clase Hall. Por lo tanto, la clase 2900 se convirtió en un modelo para las clases GWR de 2 cilindros 4-6-0 posteriores, incluidas las clases Hall Modificada, Grange, Manor y County, todas las cuales tenían el mismo diseño básico.
La clase incorporó muchos avances revolucionarios que influyeron en el diseño de las locomotoras británicas durante los siguientes cincuenta años. Según The Great Western Society, las locomotoras de la clase 'Saint' "representaron uno de los avances más importantes en la tracción ferroviaria del siglo XX", y "ahora se reconoce que han tenido una profunda influencia en casi todos los aspectos del desarrollo de las locomotoras de vapor posteriores".

#### Clases de locomotoras estándar
Las locomotoras de la Clase Saint y sus clases derivadas eran solo una parte del proyecto de Churchward. Sobre la base de un número limitado de piezas estándar, incluidas calderas, cilindros, ruedas y engranajes de válvulas, planeó una gama de locomotoras para distintas tareas, incluyendo trenes expresos de pasajeros, tráfico mixto, carga pesada y suburbanos, con versiones de depósito incorporado y ténder.
Comenzó a construir inmediatamente algunos de sus diseños, y también amplió la gama según las exigencias del negocio, produciendo las locomotoras 4300 Mogul y 4700 flete exprés. Su diseño para trenes de tráfico mixto no apareció hasta que Collett construyó las locomotoras de la Clase Grange en 1936.

#### GWR Clase 4000 4-6-0
La clase Great Western Railway 4000 o Star eran locomotoras de pasajeros 4-6-0 de 4 cilindros introducidas desde principios de 1907. El prototipo se construyó en mayo de 1906 como una 4-4-2 Atlantic (pero luego se convirtió en 4-6-0). El diseño se benefició de la experiencia adquirida con la clase 'Saint' y las máquinas De Glehn. Las locomotoras demostraron ser muy exitosas, manejando los trenes expresos de larga distancia más pesados, alcanzando velocidades máximas de 90 mph (145 km/h), y establecieron los principios de diseño para las clases GWR de 4 cilindros durante los siguientes veinticinco años.

#### The Great BearPacífico

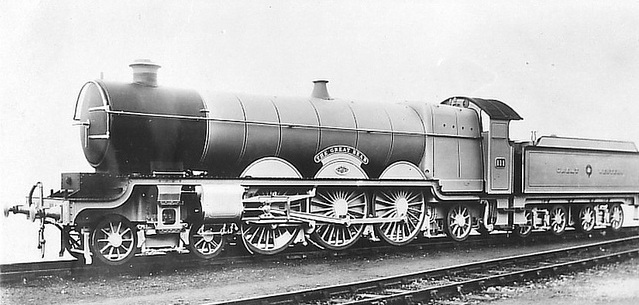
The Great Bear

La GWR 111 The Great Bear fue la primera locomotora 4-6-2 (Pacífico) utilizada en un ferrocarril en Gran Bretaña, la única de ese tipo construida por GWR, que hoy se considera un fracaso notable de Churchward en el diseño de locomotoras. No existía una razón comercial clara para que el GWR acometiera este diseño, por lo que muchos concluyen que es un experimento adicional de Churchward, considerado para explorar lo que vendría después de la Clase Star cuando las cargas de los trenes aumentaron más allá de su capacidad. Básicamente, la Pacífico de Churchward era una locomotora de la Clase Star agrandada, que disponía de una caldera mayor situada sobre las ruedas traseras, lo que permitía disponer de una superficie de cámara de combustión de 182 ft² (1690,8 dm²), un aumento del 17,5% en comparación con la Clase Star original. También se construyó con un sobrecalentador Swindon No. 1.
Debido a su peso y carga por eje de 20 toneladas largas y 9 quintales (20.8 t), la locomotora estaba restringida a la línea principal entre Paddington y Bristol, principalmente bajo el mando del maquinista de Paddington, Thomas Blackall, originario de Aston Tirrold, Oxfordshire. A pesar de los desarrollos experimentales posteriores, en servicio, el desempeño de la locomotora "The Great Bear" resultó ser decepcionante y no una mejora significativa frente a las clases existentes. El excelente rendimiento de las máquinas de la Clase Star y la llegada de la Primera Guerra Mundial detuvieron la experimentación sin haberse logrado mejoras significativas.
Aunque no fue un éxito técnico, The Great Bear fue considerada la locomotora insignia de la compañía desde su presentación hasta la jubilación de Churchward en 1922. Con la introducción de la máquina 4073 Caerphilly Castle en 1923 con un esfuerzo tractor más alto, la locomotora dejó de tener valor publicitario y se convirtió en un fracaso. Debido a reparaciones importantes en enero de 1924, el sucesor de Churchward, Charles Collett, la retiró del servicio. Ese mismo año salió de los Talleres de Swindon transformada en una locomotora de la Clase Castle 4-6-0, con el nombre de "Viscount Churchill".

### Diseños de locomotoras de Churchward
- GWR Clase 101 fuelizada 0-4-0T
- GWR 111 The Great Bear 4-6-2
- GWR Clase 1361 0-6-0ST
- GWR Clase 2221 County Tank 4-4-2T
- GWR Clase 2800 2-8-0
- GWR Clase 2900 Saint 4-6-0
- GWR Clase 3100 2-6-2T
- GWR Clase 3150 2-6-2T
- GWR Clase 3700 City 4-4-0
- GWR Clase 3800 County 4-4-0
- GWR Clase 4000 Star 4-6-0
- GWR Clase 4200 2-8-0T
- GWR Clase 4300 2-6-0
- GWR Clase 4400 2-6-2T
- GWR Clase 4500 2-6-2T
- GWR Clase 4600 4-4-2T
- GWR Clase 4700 2-8-0
- Automotores de vapor del GWR
- GWR railcar petróleo-eléctrico

### Legado
En 1922, Churchward se retiró y C. B. Collett heredó su legado de excelentes diseños estandarizados, que influyeron en la práctica de las locomotoras británicas hasta el final del vapor. Las principales clases construidas por el LMS e incluso por British Rail 50 años después son claramente desarrollos de los diseños básicos de Churchward. Las máquinas LMS Clase Stanier 5 4-6-0 y BR estándar Clase 5 se derivan de las primeras unidades de la Clase Saint, que databan de 1902.

## Muerte

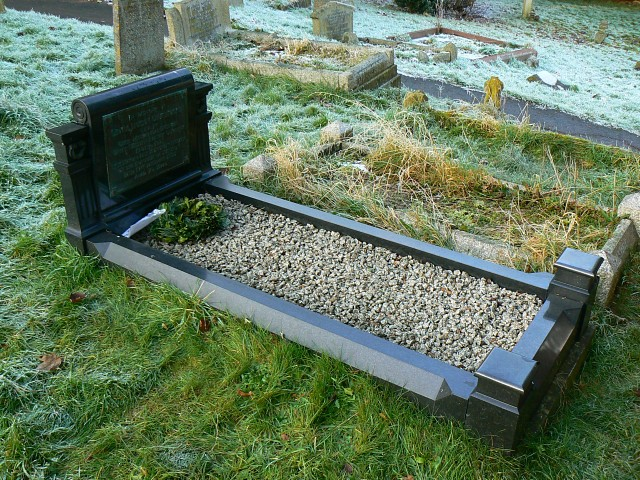
Sepultura de Churchward (Christ Church, Swindon)

Aunque Churchward se había jubilado en 1922, siguió viviendo en una casa propiedad del GWR cerca de la línea en Swindon, y mantuvo su interés en los asuntos de la empresa. Nunca se casó. El 19 de diciembre de 1933, por entonces con mala vista y problemas de audición, estaba inspeccionando unas traviesas con asiento defectuoso en la línea principal, cuando fue golpeado mortalmente por el expreso de Paddington a Fishguard, remolcado por la máquina No. 4085 'Berkeley Castle'. La locomotora era una GWR Clase Castle, un diseño exitoso de Charles Collett derivado de la Clase "Star" de Churchward.
En el testamento de Churchward del 4 de octubre de 1933, legó varias sumas de dinero a su personal, incluido su jardinero, ama de llaves, doncella, sirvienta, jardineros asistentes y dos amigos. Le otorgó a su chofer 4000 libras junto con 2 tornos con varias herramientas y accesorios, incluidas pistolas, automóviles y repuestos, cañas de pescar y aparejos y prendas de vestir. La mayor parte de su patrimonio de más de 60.000 libras esterlinas se dividió en partes iguales entre sus dos hermanas, Mary y Adelina.
Está enterrado en el cementerio de la Christ Church en Old Town, Swindon. Su tumba está marcada por una lápida de mármol negro pulido con un bordillo, y fue designada como monumento catalogado en 1986.

## Reconocimientos
- La Región Oeste de British Railways bautizó a la locomotora de la Clase 47 núm. D1664 (posteriormente 47079) con el nombre de George Jackson Churchward cuando se entregó en febrero de 1965.[39][40] Fue rebautizada como G. J. Churchward en marzo de 1979,[41] y el nombre se eliminó en octubre de 1987.
- El campo del equipo de fútbol del lugar de nacimiento de Churchward en Stoke Gabriel (el Stoke Gabriel A.F.C.), se llama G.J. Churchward Memorial Ground en honor a su legado.